# Phyllodoce empetriformis
Phyllodoce empetriformis är en ljungväxtart som först beskrevs av Sm, och fick sitt nu gällande namn av David Don. Phyllodoce empetriformis ingår i släktet lappljungssläktet, och familjen ljungväxter. Inga underarter finns listade i Catalogue of Life.

## Bildgalleri

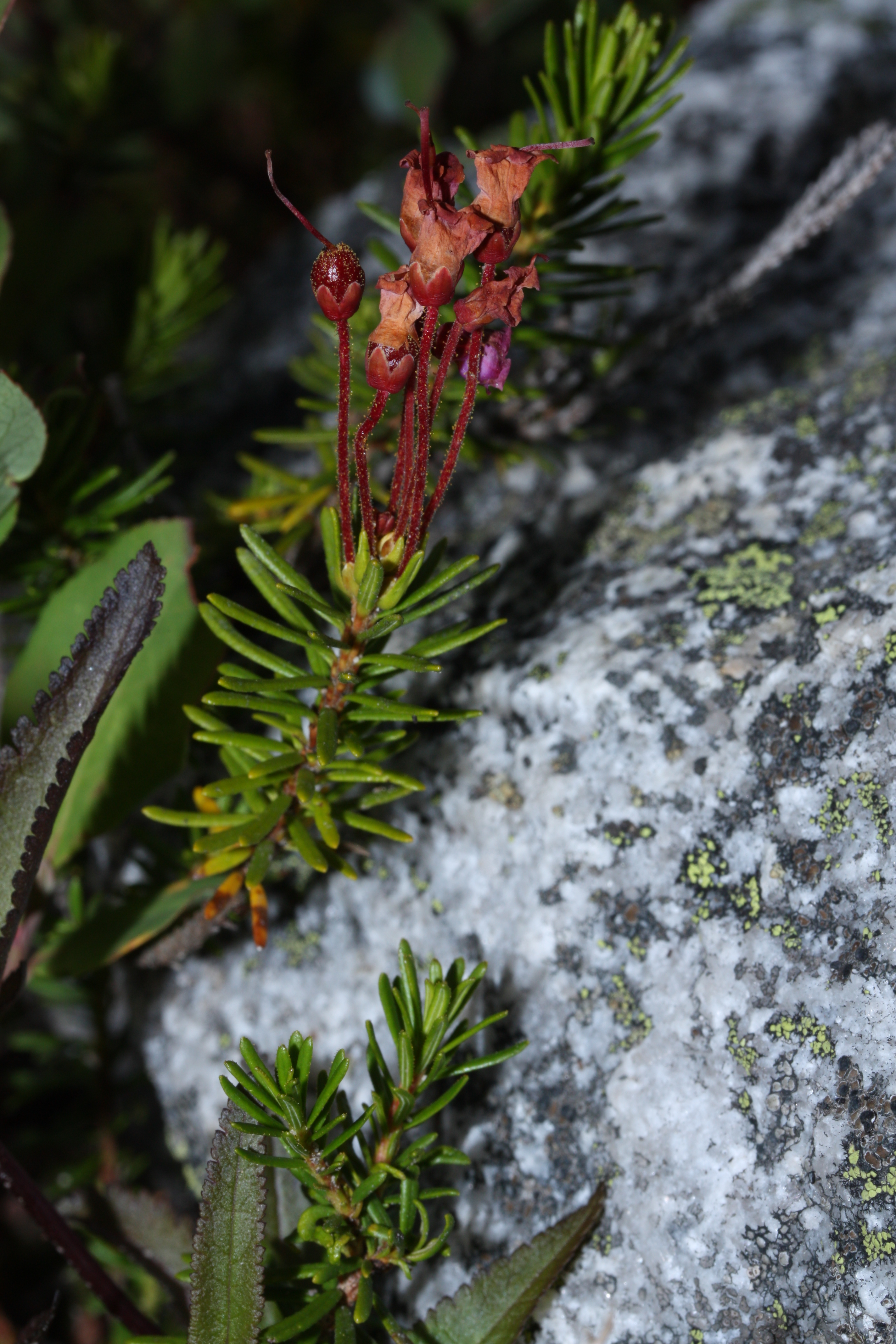
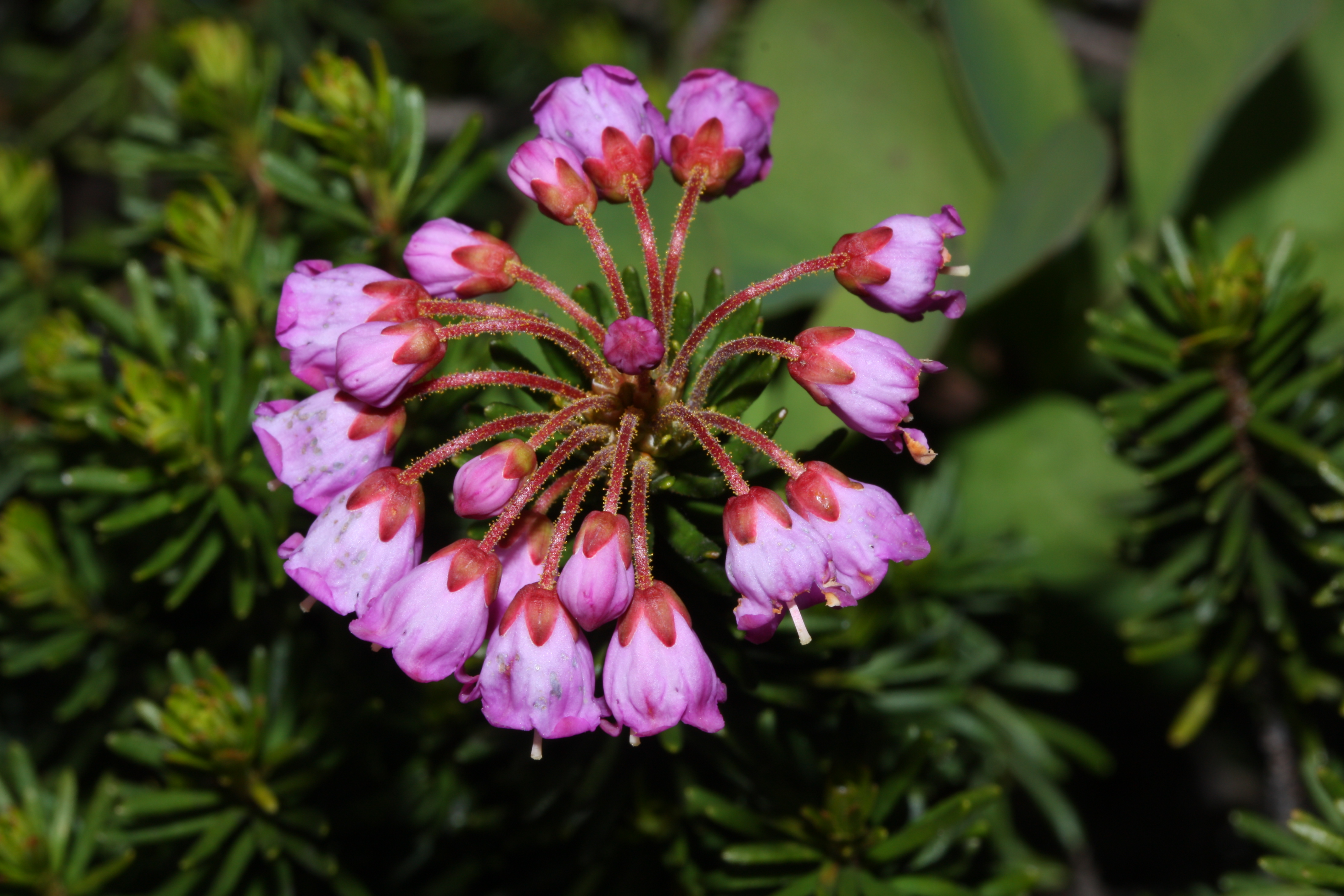
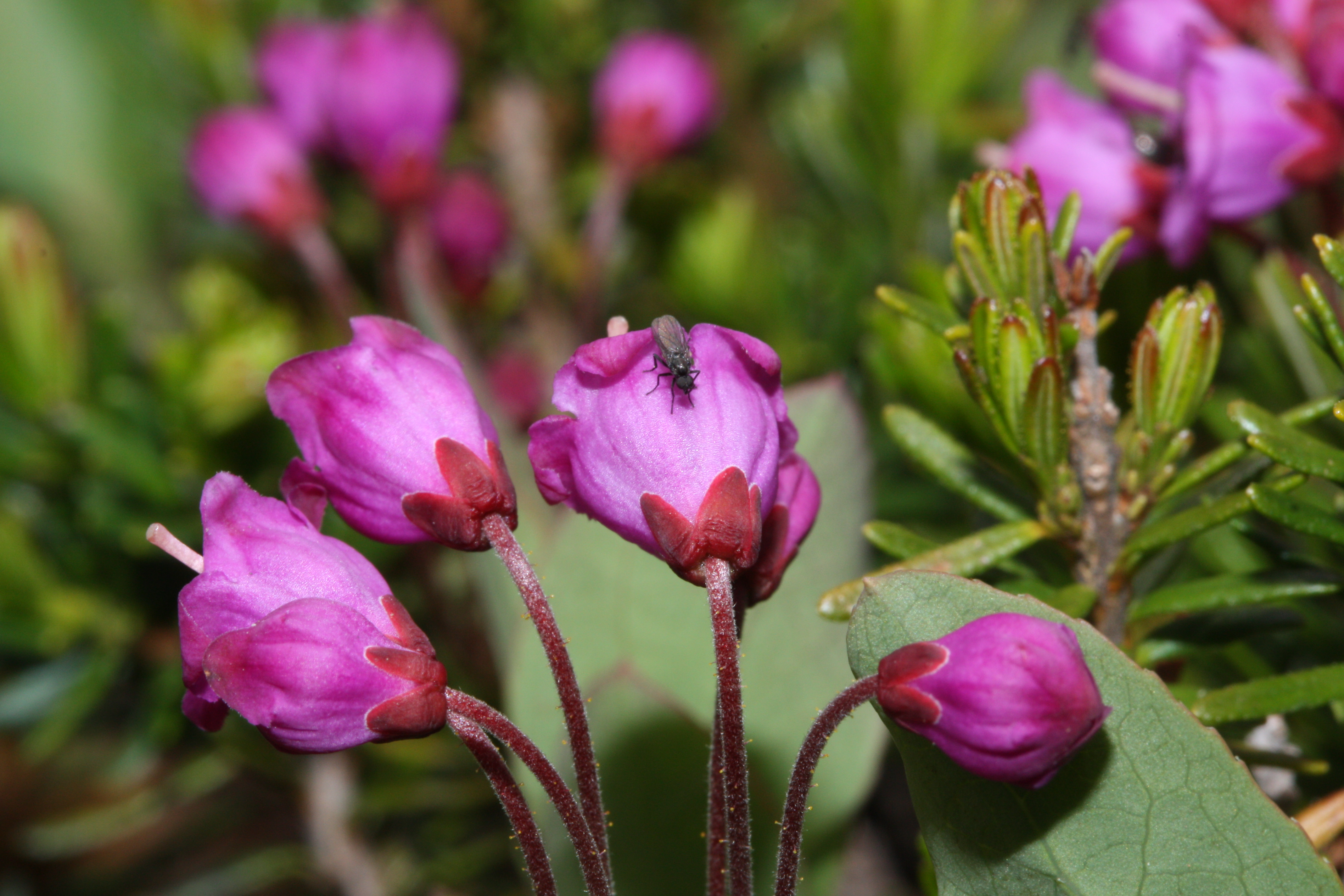
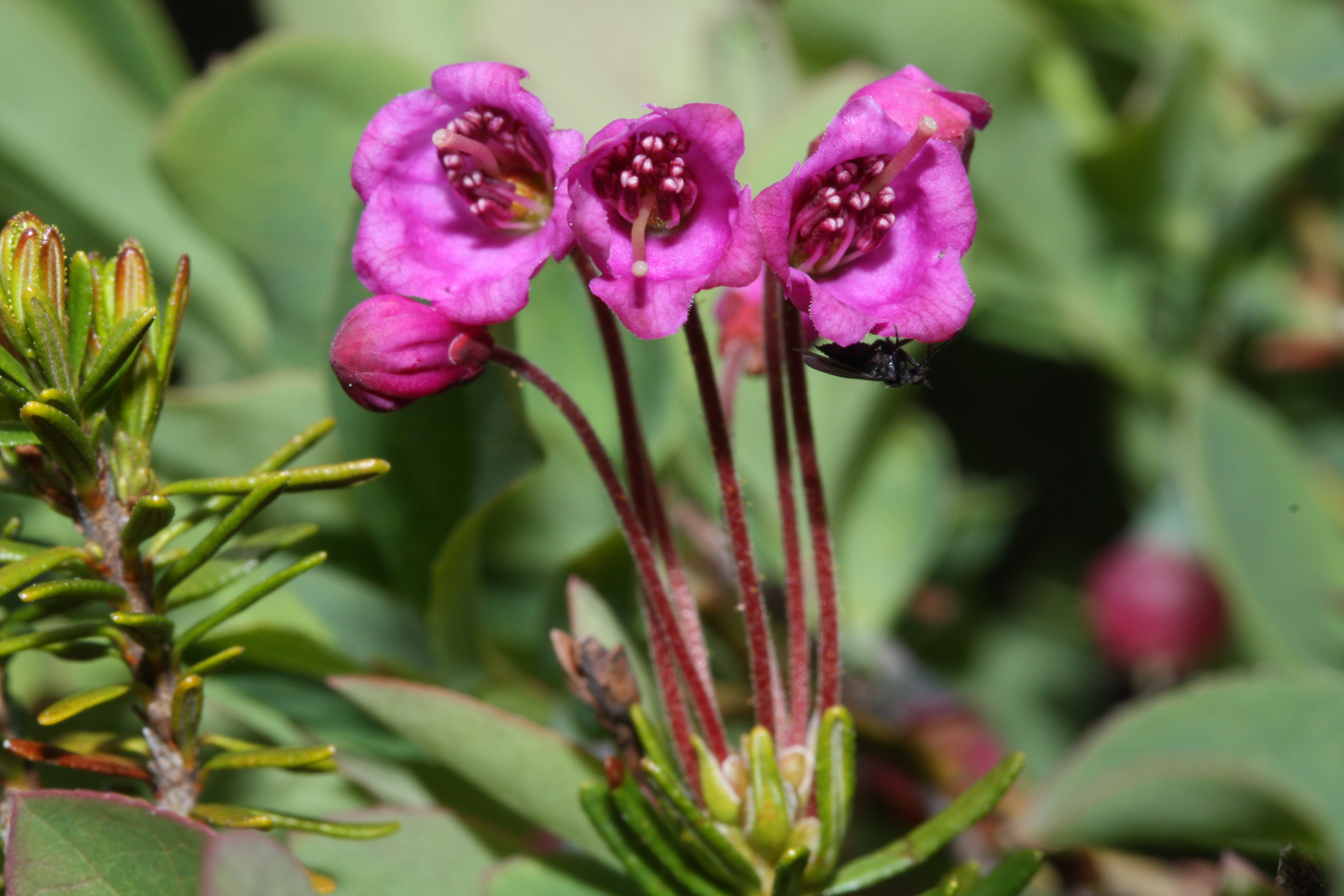
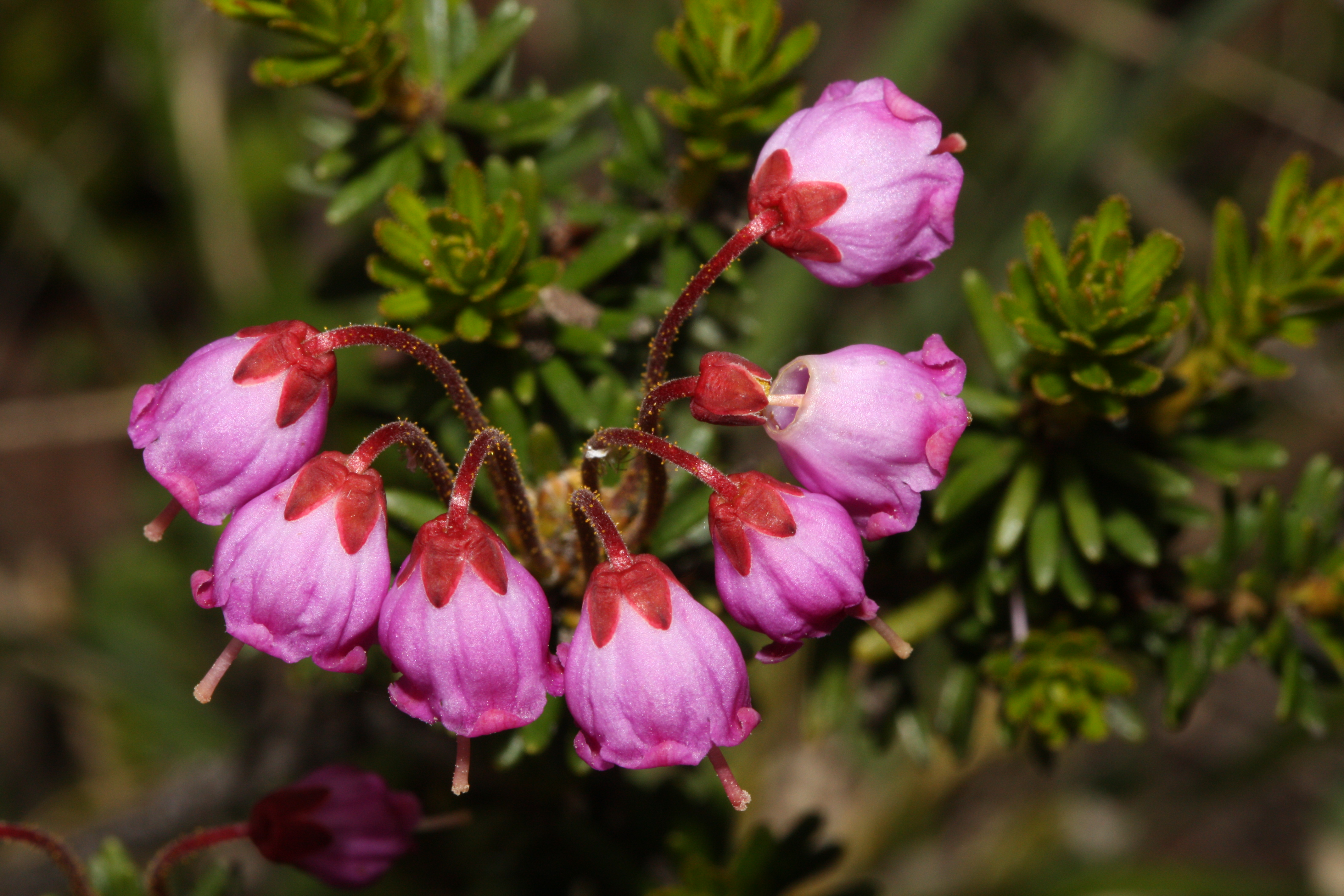
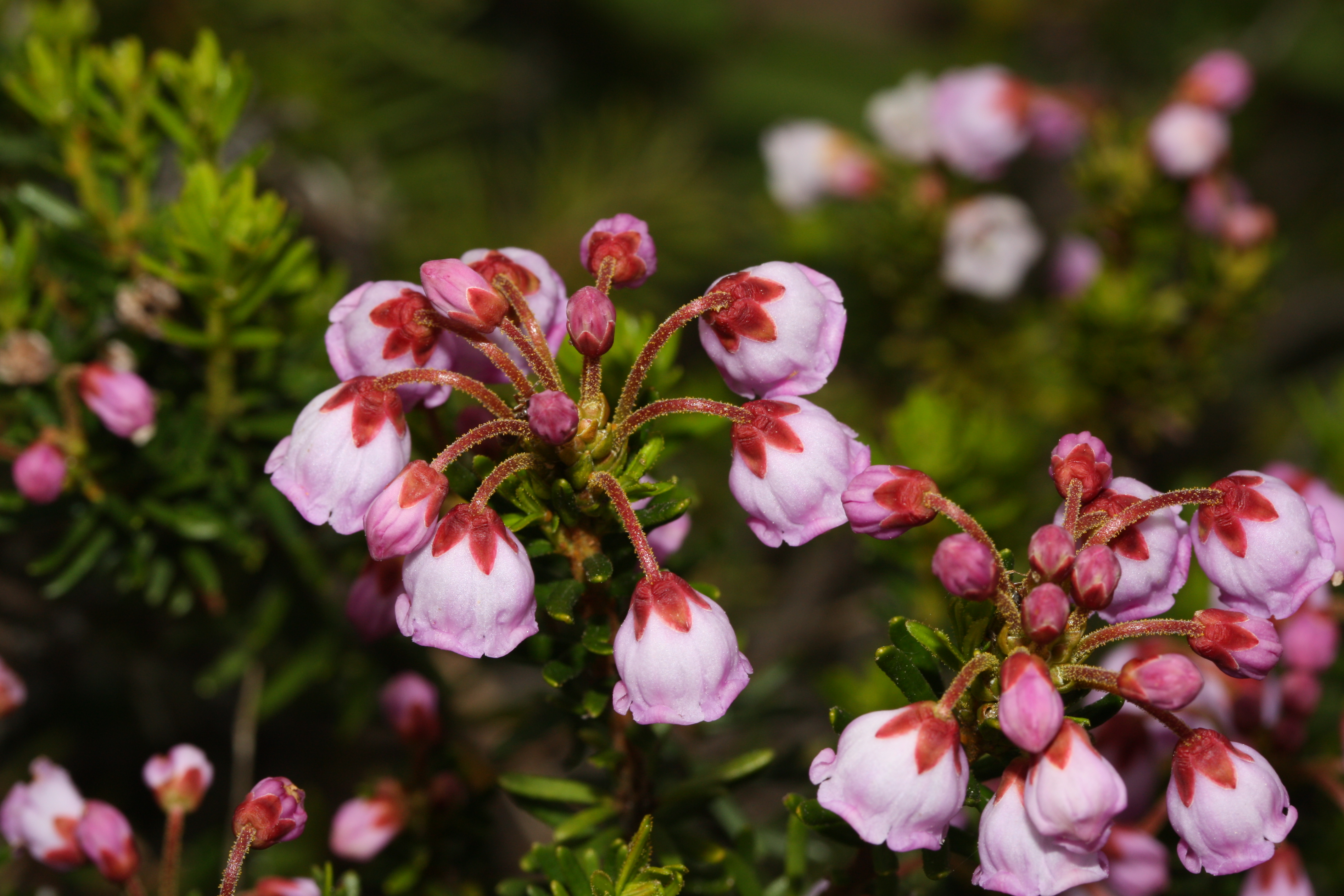